# Флорес, Лола
Ло́ла Фло́рес (исп. Lola Flores; 21 января 1923 — 16 мая 1995) — испанская певица, танцовщица и актриса.
Родилась в городе Херес-де-ла-Фронтера; её отец владел баром, а мать занималась шитьём. Уже к 16 годам была известной в родном городе танцовщицей, затем переехала в Мадрид. Вышла замуж за цыганского гитариста Антонио Гонсалеса эль Пескаилью, родила троих детей; все они стали артистами.
Получила признание как крупнейшая исполнительница андалузских народных танцев и песен — как в самой Испании, так и на международных фестивалях. Танцевала фламенко, исполняла народные песни, снималась в фильмах с 1939 по 1987 год. Её партнером в выступлениях до 1951 года был цыганский танцор фламенко Маноло Караколь. В 1952 году подписала контракт на 6 млн песет (самый крупный контракт в истории испанской культуры), после чего совершила турне по странам Латинской Америки и США. В некоторых источниках охарактеризована как танцовщица с цыганским темпераментом; сама цыганкой не была, хотя заявляла, что цыганом был её дед, и четверть её крови — цыганская. Скончалась от рака груди в 1995 году и была похоронена на кладбище Альмудена в Мадриде. Вскоре после её смерти её 33-летний сын Антонио впал в депрессию и покончил с собой; был похоронен рядом с матерью. В 2007 году был снят биографический фильм «Лола», описывающий её жизнь в период 1931—1958 годов.

## Память
Испанская поп-группа Azúcar Moreno посвятила ей песню, завоевавшую большую популярность в Испании и во всем мире под названием «Bailando con Lola».
В 2016 году фонд Lara and Cajasol Foundations присудил премию Мануэля Альвареса за гуманистические исследования эссе Альберто Ромеро Феррера «Lola Flores: otra historia del espectáculo en la España contemporánea».
21 января 2016 года Google Doodle отметил 93-й день рождения танцовщицы.
В 2017 году городской совет Херес-де-ла-Фронтера выпустил памятный альбом и представил его на главном городском фестивале Feria del Caballo, также пообещав, что посвященная Лоле Флорес экспозиция будет размещена в строящемся Центре искусства фламенко.
Хлоя Де Ла Роза представит Испанию на конкурсе Детское Евровидение 2024, где исполнит песню "Como La Lola"

## Избранная фильмография
- The Balcony of the Moon (1962)